# Isole Marshall
Le isole Marshall (in marshallese: Aorōkin M̧ajeļ; in inglese: Marshall Islands; pronuncia: [ˈmɑrʃəl ˈaɪləndz], in tedesco: Marschallinseln, in giapponese: マーシャル諸島), ufficialmente Repubblica delle Isole Marshall (in marshallese: Aolepān Aorōkin Ṃajeḷ; in inglese: Republic of the Marshall Islands), sono uno Stato insulare dell'Oceania situato nell'oceano Pacifico a metà strada tra le Isole Hawaii e le Filippine, con capitale Majuro o più propriamente Dalap-Uliga-Darrit. La nazione è una repubblica presidenziale composta dagli arcipelaghi Ratak e Ralik, situati fra gli Stati Federati di Micronesia a sud-ovest, le isole Marianne a ovest e le Kiribati a sud. Le lingue ufficiali sono il marshallese e l'inglese; il tedesco e il giapponese sono parlati da una minima parte della popolazione. Dal 1884 al 1919 furono una colonia dell'Impero tedesco, facendo parte della Nuova Guinea tedesca.

## Storia
Sebbene abitate dai micronesiani sin dal II millennio a.C., poco si conosce della storia delle isole prima dell'arrivo degli europei.

### La colonizzazione occidentale
Il primo ad avvistare le isole fu lo spagnolo Alonso de Salazar nel 1526 e dal suo connazionale Álvaro de Saavedra nel 1527-1529; l'arcipelago divenne noto come "Los Pintados" ("I Pitturati", probabilmente riferito alle usanze di pitturarsi il corpo da parte delle popolazioni indigene), "Las Hermanas" ("Le Sorelle") e "Los Jardines" ("I Giardini") all'interno dell'Impero spagnolo. Finirono dapprima sotto la giurisdizione del Vicereame della Nuova Spagna, per poi venire amministrate direttamente da Madrid, attraverso la Capitaneria generale delle Filippine (Capitanía General de Filipinas), con l'inizio delle guerre d'indipendenza ispanoamericane e la dissoluzione della Nuova Spagna iniziata nel 1821.
Dimenticate dagli europei, le isole furono visitate dal capitano inglese John Marshall a cui furono dedicate nel 1788. Le baleniere statunitensi visitarono le isole nel XIX secolo: la prima a essere registrata fu la Awashonks nel 1835 e l'ultima la Andrews Hicks nel 1905.
Le isole Marshall furono ufficialmente rivendicate dalla Spagna nel 1874 attraverso Manila, la sua capitale nelle Indie Orientali; ciò diede inizio a una serie di mosse strategiche da parte dell'Impero tedesco durante gli anni 1870 e 1880 per potersi annettere l'arcipelago. Nel 1884 le isole divennero punto di scalo di una compagnia commerciale tedesca e la situazione culminò nel 1885 in un incidente navale che non degenerò in un conflitto solo per via della scarsa prontezza delle forze navali spagnole e della riluttanza a un'azione militare aperta da parte tedesca.
Attraverso la mediazione papale e un indennizzo di $ 4,5 milioni pagato dalla Germania, la Spagna nel 1885 raggiunse con il II Reich l'accordo chiamato Protocollo ispano-tedesco di Roma del 1885, che sancì il protettorato tedesco sulle isole e l'istituzione di stazioni commerciali a Jaluit (Joló) ed Ebon per sfruttare il fiorente commercio di copra (polpa essiccata del cocco). Gli Iroij (gran capi) marshallesi continuarono a governare sotto il controllo indiretto dell'amministrazione coloniale tedesca, reso tacitamente efficace dalla formulazione del Protocollo del 1885, che delimitava un'area soggetta alla sovranità spagnola (0-11º N, 133-164º E) omettendo le Caroline orientali, cioè gli arcipelaghi Marshall e Gilbert, dove si trovavano ubicate la maggior parte delle postazioni commerciali tedesche. Le controversie furono messe in discussione dopo la vendita dell'intero arcipelago delle Caroline alla Germania tredici anni dopo. Molti sono gli edifici che recano una chiara traccia della colonizzazione tedesca.
Durante la prima guerra mondiale vennero conquistate facilmente dal Giappone: infatti le Schutztruppe che proteggevano le isole erano solo 123. L'occupazione nipponica tentò di modificare gli usi e i costumi della popolazione. Con la seconda guerra mondiale le isole vennero occupate dagli Stati Uniti d'America in seguito alla campagna delle isole Gilbert e Marshall ed entrarono a fare parte del territorio fiduciario delle Isole del Pacifico.

### I test nucleari
Template:Sena fonte, incluso il cosiddetto "Castle Bravo", il test nucleare più grande che gli Stati Uniti abbiano mai condotto, detonato nell'atollo di Bikini. Inspiegabilmente gli abitanti degli atolli di Rongelap, Rongerik e Utirik, sottovento rispetto a Bikini, non furono evacuati come era stato fatto per i test precedenti. La popolazione raggiunta dalla ricaduta radioattiva ne subì le conseguenze.

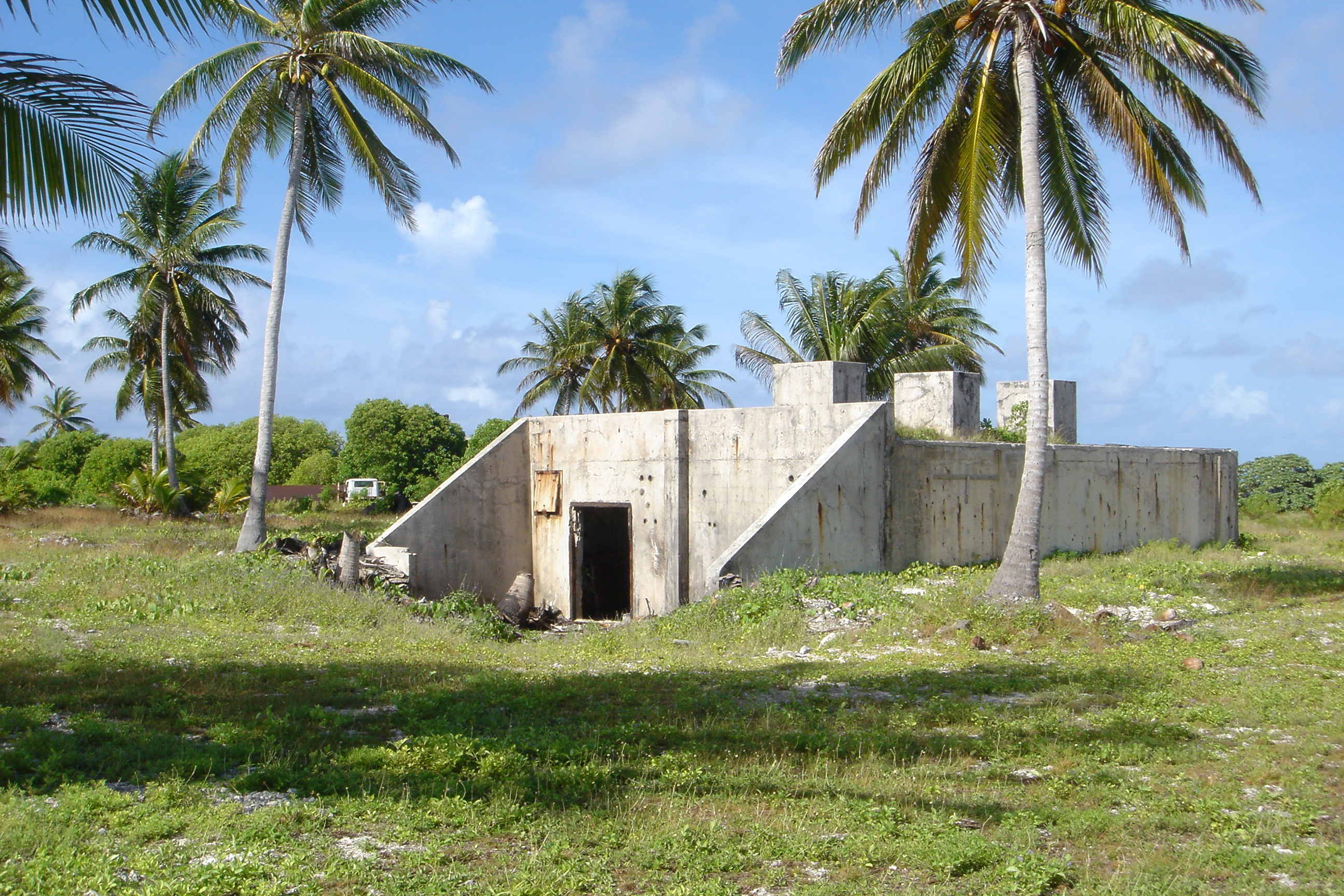
Bunker americano situato nell'Atollo di Bikini

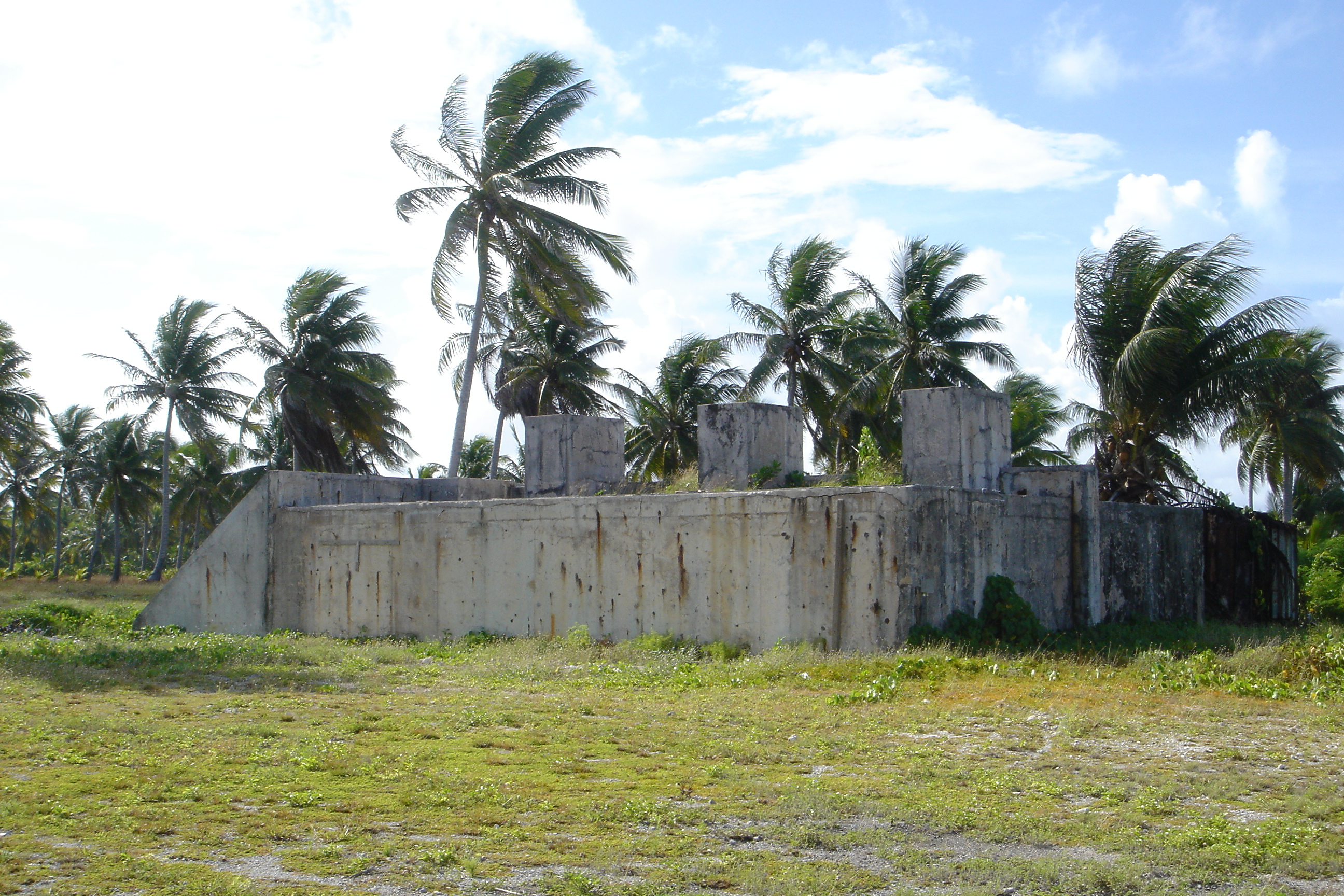
Retro del bunker

Nel 1975 iniziò il processo in cui i tre atolli chiedevano agli Stati Uniti i danni del loro operato sul territorio delle Marshall. Non è stato ancora del tutto accertato se l'incidente avvenne in modo del tutto accidentale o se, come sostiene la Repubblica delle isole Marshall, fosse stato programmato dagli Stati Uniti per studiare gli effetti che le radiazioni avrebbero avuto su ecosistema e persone. Effettivamente sembra che gli statunitensi sapessero già prima di detonare la bomba che i venti avrebbero portato le radiazioni sui due atolli, per mezzo degli stessi meteorologi che si trovavano là e che furono esposti alle radiazioni. Immediatamente dopo la detonazione, quando le radiazioni si stavano dirigendo sui tre atolli, una nave antiradiazioni della marina americana avrebbe avuto il tempo di caricare a bordo la popolazione che vi abitava, ma ricevette ordine di allontanarsi immediatamente dal luogo. La vicenda è stata ricostruita nel documentario Half Life del regista australiano Dennis O'Rourke.
Il 25 aprile 2014 il governo delle Isole Marshall agì in giudizio davanti alla Corte Internazionale di Giustizia contro nove Stati, tra cui gli Stati Uniti, inadempienti nei confronti degli obblighi di disarmo nucleare precedentemente assunti.

### L'indipendenza
Nel 1979 venne costituito il primo governo ed entrò in vigore la costituzione delle isole Marshall.
Nel 1986 con gli Stati Uniti fu siglato il Trattato di Libera Associazione (COFA), che prevedeva un risarcimento di 150 milioni di dollari per i test atomici effettuati nel passato e l'uso dell'atollo di Kwajalein per la base missilistica Ronald Reagan. Nel 2003 venne rinnovato l'accordo con gli Stati Uniti: come  contropartita la Repubblica delle isole Marshall ottenne circa quaranta milioni di dollari annui fino al 2023, oltre a speciali diritti di immigrazione negli Stati Uniti per i suoi abitanti. Nel 2007 le elezioni politiche furono vinte dal partito Aelon Kein Ad, che rappresenta gli interessi dei proprietari delle terre degli atolli, favorevoli a un ridimensionamento della base missilistica di Kwajalein. In particolare, il radar per la difesa antimissile sarà ricollocato nella nuova base in Repubblica Ceca.
Il 7 agosto 2008 riprese il processo tra la Repubblica delle isole Marshall e gli U.S.A. per i danni subiti dalla detonazione di Castle Bravo.

## Geografia

### Morfologia

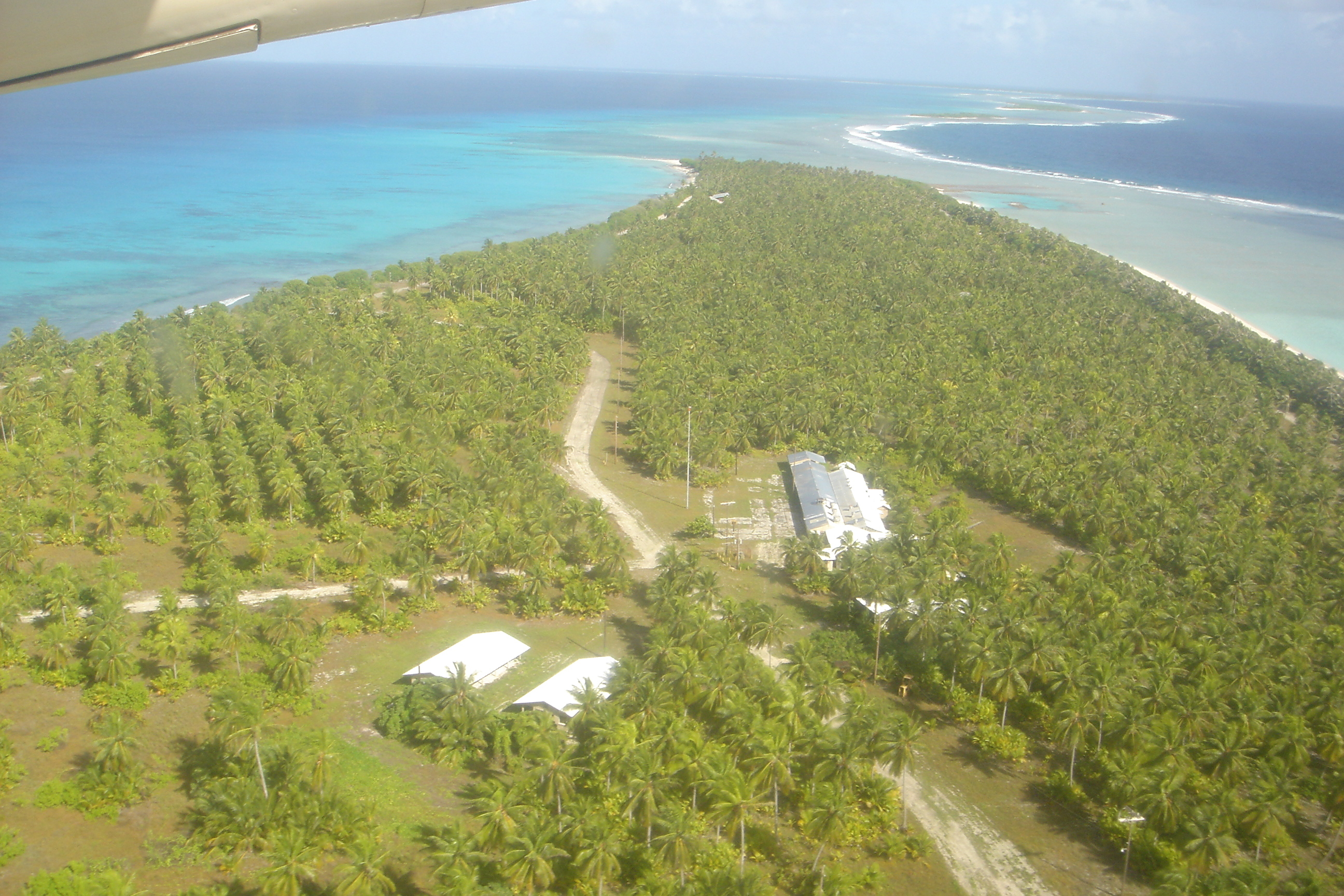
L'Atollo di Bikini visto dall'alto

Facenti parte della Micronesia, le isole Marshall sono un gruppo di atolli e isole situate nel Pacifico, poco a nord dell'equatore. La città di Majuro, la capitale, è situata a 3 438 chilometri a ovest di Honolulu, la capitale dello Stato americano delle Hawaii, a 3 701 chilometri a sud-est di Tokyo, la capitale del Giappone, e a 3241 km a sud-est dalla città di Saipan, capitale delle Isole Marianne Settentrionali. Gli arcipelaghi circostanti sono quello delle Isole Caroline, appartenente agli Stati Federati di Micronesia che si trovano a sud-ovest delle isole Marshall, e quello delle isole Gilbert, situato a sud-est, che appartiene alla Repubblica di Kiribati. La superficie delle isole Marshall è di soli 181,3 km² e la superficie occupata dalle lagune è di 11673 km².
Il paese è situato in ventinove atolli e cinque isole suddivisi in due gruppi: diciotto isole facenti parte dell'arcipelago di Ralik, che in marshallese significa "tramonto", e le restanti sedici isole facenti parte dell'arcipelago di Ratak (o Radak), che in marshallese significa "alba". Gli arcipelaghi distano circa 250 km l'uno dall'altro e si estendono da nord-ovest a sud-est per circa 1200 km. Le isole più importanti sono gli atolli di Kwajalein e di Majuro. L'isola più grande è Kwajalein, un atollo con la laguna più grande del mondo. Il punto più alto del paese, che raggiunge solo i dieci metri di altitudine, si trova nell'atollo di Likiep. L'isola più settentrionale della repubblica è l'isola di Bokak (o Taonga) nell'arcipelago di Ratak: si trova a 280 km a nord-ovest dell'atollo di Wake, ora sotto il controllo degli Stati Uniti. L'isola più meridionale delle Marshall è l'atollo di Ebo, la più occidentale delle isole, Ujelang, è situata nell'arcipelago di Ralik, la più orientale, Knox, nell'arcipelago di Ratak.

### Geologia
La formazione delle isole e degli atolli si è verificata a seguito dell'immersione di alcune isole vulcaniche, sulle cui superfici crebbero numerose colonie di coralli. Come risultato si ha l'atollo, su cui poi si sedimenta della terra. La crescita dei coralli e delle alghe è stata più attiva nei settori della scogliera di fronte all'oceano, a seguito di ciò il bordo esterno della scogliera si contrappone al cedimento di isole vulcaniche. Nelle zone interne dell'isole sommerse, dove i coralli crescono più lentamente, si creano così le lagune. Nella parte superiore della scogliera gradualmente si accumula sabbia, formatasi sotto l'influenza delle onde e delle correnti, specialmente durante le forti correnti. Tuttavia nella zona intertidale la spiaggia si forma uno strato obliquo di pietre. Il risultato è che le piante terrestri trovano il supporto su cui poter crescere. La formazione di minerali, che possono essere utilizzati su scala industriale, è avvenuta sia in superficie sia in profondità nelle isole Marshall. Tuttavia durante gli studi preliminari su alcune isole sono state trovate fosfati. Nelle acque territoriali del paese si sono accumulati noduli di ferro, manganese e cobalto.

### Clima
Il clima è tropicale, attenuato dagli alisei e dai forti venti che spazzano le isole e gli atolli nord-orientali. La temperatura media oscilla tra i 14 °C in inverno e i 27 °C in estate. La temperatura media delle acque oscilla generalmente tra i 19 °C e i 24 °C, tuttavia la temperatura delle acque può raggiungere anche 28 °C generando tifoni, molto frequenti nelle isole più settentrionali. Le precipitazioni medie annue superano anche i 2 500 mm, mentre le isole centrali sono più secche, per via della corrente oceanica fredda, ed hanno precipitazioni annue inferiori a 1 000 mm.

## Popolazione

### Demografia

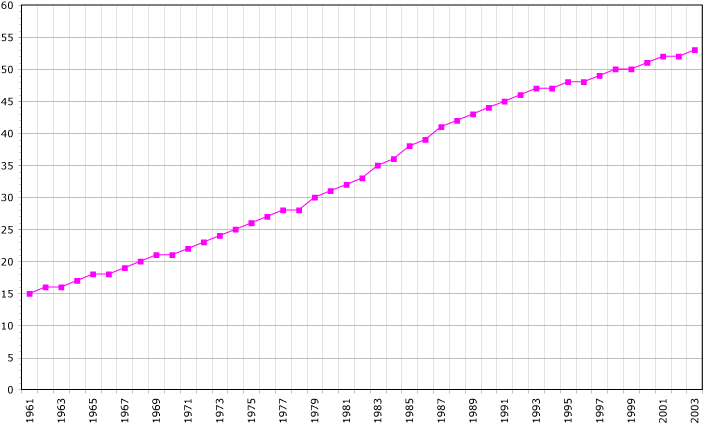
Evoluzione demografica dal 1961 al 2003. Popolazione in migliaia di abitanti. Fonte FAO, 2005

Le isole Marshall hanno una popolazione di 56429 (1999) abitanti per una densità di popolazione pari a 312 abitanti per km².
Struttura per età (2000 stima)
- 0-14 anni: 50% (uomini 17 204 / donne 16 521)
- 15-64 anni: 48% (uomini 16 826 / donne 16 111)
- oltre i 65 anni: 2% (uomini 693 / /donne 771)

Tasso di crescita della popolazione
2,25% (2006 stima)
Natalità
45,17 nati/1 000 abitanti (2000 stima)
Mortalità
6,4 morti/1 000 abitanti (2000 stima)
Tasso di migrazione netta
0 immigranti/1 000 abitanti (2000 stima)
Mortalità infantile
40,95 morti/1 000 nati vivi (2000 stima)
Aspettativa di vita
Totale: 65 anni
maschi: 63 anni
femmine: 67 anni (2000 stima)
Tasso di fertilità
6,61 nati/donna (2000 stima)

### Religione
La popolazione è in maggioranza cristiana, suddivisa fra diverse confessioni:
- Cristiani: 95,8%
  - Protestanti: 82,2%
    - Congregazionisti: 54,8%
    - Assemblee di Dio: 25,8%
    - Avventisti del Settimo giorno: 0,9%
    - Pieno Vangelo: 0,7%

  - Cattolici: 8,4%
  - Bukot Non Jesus: 2,8%
  - Mormoni: 2,1%
  - testimoni di Geova: 0,3%
- Bahá'í: 0,6%

### Lingue
Lingue ufficiali sono l'inglese, largamente utilizzato dalla popolazione, e il marshallese, impiegato in ambito governativo. Il marshallese è una lingua della famiglia austronesiana, sottogruppo micronesiano. Si distinguono due dialetti: il ratak e il ralik, corrispondenti ai due principali arcipelaghi. Il giapponese è d'uso in alcune aree dell'arcipelago e per alcune attività economiche, inoltre una piccola parte della popolazione parla il tedesco.

## Ordinamento dello Stato

### Bandiera
La Bandiera delle Isole Marshall è stata adottata il 23 aprile 1979; la parte blu rappresenta l'oceano, la fascia arancione simboleggia la ricchezza e quella bianca la pace. I 24 raggi del sole bianco stanno a sottolineare le municipalità.

### Inno nazionale
L'inno nazionale delle Isole Marshall è Forever Marshall Islands, adottato nel 1991, su testo e musica, in lingua inglese, da parte del primo Presidente delle Isole Marshall e compositore  Amata Kabua.

### Suddivisioni amministrative
Le Marshall sono divise in 33 municipalità corrispondenti ai vari atolli più le tre isole. Di queste suddivisioni soltanto 24 sono abitate.

### Rivendicazioni territoriali
Gli ideatori del Dominion of Melchizedek, una micronazione immaginaria usata per truffe internazionali, hanno dichiarato la sovranità sull'atollo Taongi.

### Città principali
In base al censimento del 1999, i principali centri abitati sono:
- Rita (o Dalap-Uliga-Darrit), 16 960 abitanti (atollo Majuro);
- Ebeye, 9 345 abitanti (atollo Kwajalein);
- Laura, 2 256 abitanti (atollo Majuro);
- Ajeltake, 1 170 abitanti (atollo Majuro).

### Istituzioni

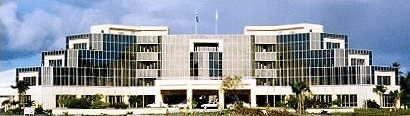
Capitol Building, la sede del Governo

Le isole Marshall sono una repubblica presidenziale in libera associazione con gli Stati Uniti d'America. In base alla Costituzione gli organi sono tre, durano in carica quattro anni e sono: il presidente, eletto ogni quattro anni, la Nitijeļā (parlamento), composto da 33 membri e il Consiglio degli Iroij, un organo collegiale di tipo consultivo.

#### Ordinamento scolastico
Il Ministero della Pubblica Istruzione gestisce le scuole di Stato nelle isole. Ci sono due importanti scuole operanti: il Collegio delle Isole Marshall (CMI) e l'Università del Sud Pacifico .

#### Sistema sanitario
Una grande piaga di questo paese è la lebbra, infatti le isole Marshall hanno il più alto tasso di lebbra di tutto il mondo.

#### Difesa
Le isole Marshall sono uno dei pochi Stati senza forze armate esistenti al mondo. La difesa militare dell'arcipelago è demandata agli Stati Uniti secondo i termini del Trattato di Libera Associazione; invece la sicurezza interna è responsabilità della locale forza di polizia (Marshall Islands Police) che dispone anche di una sezione navale con funzioni di guardia costiera.

## Politica
Per quel che riguarda la politica interna nelle isole Marshall esistono tre partiti politici: Aelon Kein Ad (AKA), Partito United People's (UPP) e Partito Democratico Unito (UDP). In politica esterna i rapporti con tutte le nazioni sono pacifici. La nazione ha aderito alle seguenti organizzazioni internazionali: ADB, IBRD, G-77, Sparteca, OPCW, IMF, ITU, IDA, IFC, ICAO, ONU, UNCTAD, UNESCO, OMS.

## Economia
L'economia delle isole Marshall è basata prevalentemente sul turismo, sull'artigianato locale e sulla pesca. Il periodo migliore per visitarle va da giugno a ottobre, periodo in cui le piogge sono scarse ed è possibile effettuare escursioni. Ogni atollo è dotato di strutture alberghiere e il turismo, principale fonte di denaro, è diffuso soprattutto nella capitale, dove la maggior parte dei turisti è attirata dall'artigianato o dal mare che la circonda.
L'altra fonte economica è la pesca, utilizzata sia come sostentamento sia per esportazione.
Un'altra importante fonte di reddito è costituita dagli insediamenti militari degli Stati Uniti, che impiegano circa 1 200 addetti come camerieri, cuochi, giardinieri e operai.
Per la bassa imposizione fiscale attuata e, in particolare, per l'assenza di norme e misure restrittive di controllo sul versante delle transazioni finanziarie, le isole Marshall sono annoverate tra i cosiddetti "paradisi fiscali". Infatti sono una delle quattordici giurisdizioni che figurano nella cosiddetta "lista grigia" nel rapporto del giugno 2010 dell'OCSE. Anche il sistema fiscale italiano, con il Decreto Ministeriale 04/05/1999, l'ha inserita tra gli stati o territori aventi un regime fiscale privilegiato, cosiddetta Black List o lista nera, ponendo quindi limitazioni fiscali ai rapporti economico-commerciali che si intrattengono tra le aziende italiane e i soggetti ubicati in quel territorio.

### Esportazioni
- $28 milioni (1997 stima)

### Importazioni
- $133,7 milioni (fonte trade statistics itc)

### Trasporti
Aeroportiquindici tra cui quello internazionale di Majuro
Strade64,5 km
PortiMajuro

## Ambiente
Sono state istituite tre aree naturali:
- Atollo Bikar
- Atollo Taongi
- Atollo Jaluit

## Cultura

### Patrimoni dell'umanità
Il Sito di test nucleari dell'atollo di Bikini è stato il primo sito delle Isole Marshall a essere iscritto, nel 2010, nella Lista dei patrimoni dell'umanità dell'UNESCO.

### Produzione letteraria
Tra le poetesse delle Isole Marshall possiamo ricordare Kathy Jetn̄il-Kijiner .

### Ricorrenza nazionale
Il 1º maggio, Constitution Day, si celebra il Giorno della Costituzione, del 1979.

## Sport
Le discipline sportive che godono di maggior seguito nelle isole Marshall sono la pallavolo, la pallacanestro, il baseball, il calcio e vari sport acquatici. Le ridotte dimensioni territoriali, l'isolamento geografico e la scarsità della popolazione costituiscono un grave limite alla crescita del livello della pratica delle varie discipline, soprattutto quelle di squadra.
Al 2023 le federazioni sportive nazionali affiliate al locale comitato olimpico (membro del CIO dal 2006) sono sette; le isole Marshall hanno esordito ai giochi olimpici nel 2008 e non hanno mai raccolto alcuna medaglia.
Sul finire del 2020 ha avuto un qualche rilievo mediatico la fondazione della Marshall Islands Soccer Federation (Federazione calcistica delle Isole Marshall), nel tentativo di stabilizzare la pratica del calcio nelle isole, che risultano essere l'unico Stato indipendente a non aver mai avuto una squadra nazionale di tale sport. La presenza di club e delle relative competizioni sul territorio nazionale ha sempre avuto un carattere instabile e aleatorio.
Lo sport di squadra più popolare e praticato nelle isole Marshall è il baseball (con la relativa variante femminile softball); le relative squadre nazionali hanno conquistato medaglie nelle competizioni territoriali Micronesian Games e South Pacific Games.

## Cultura

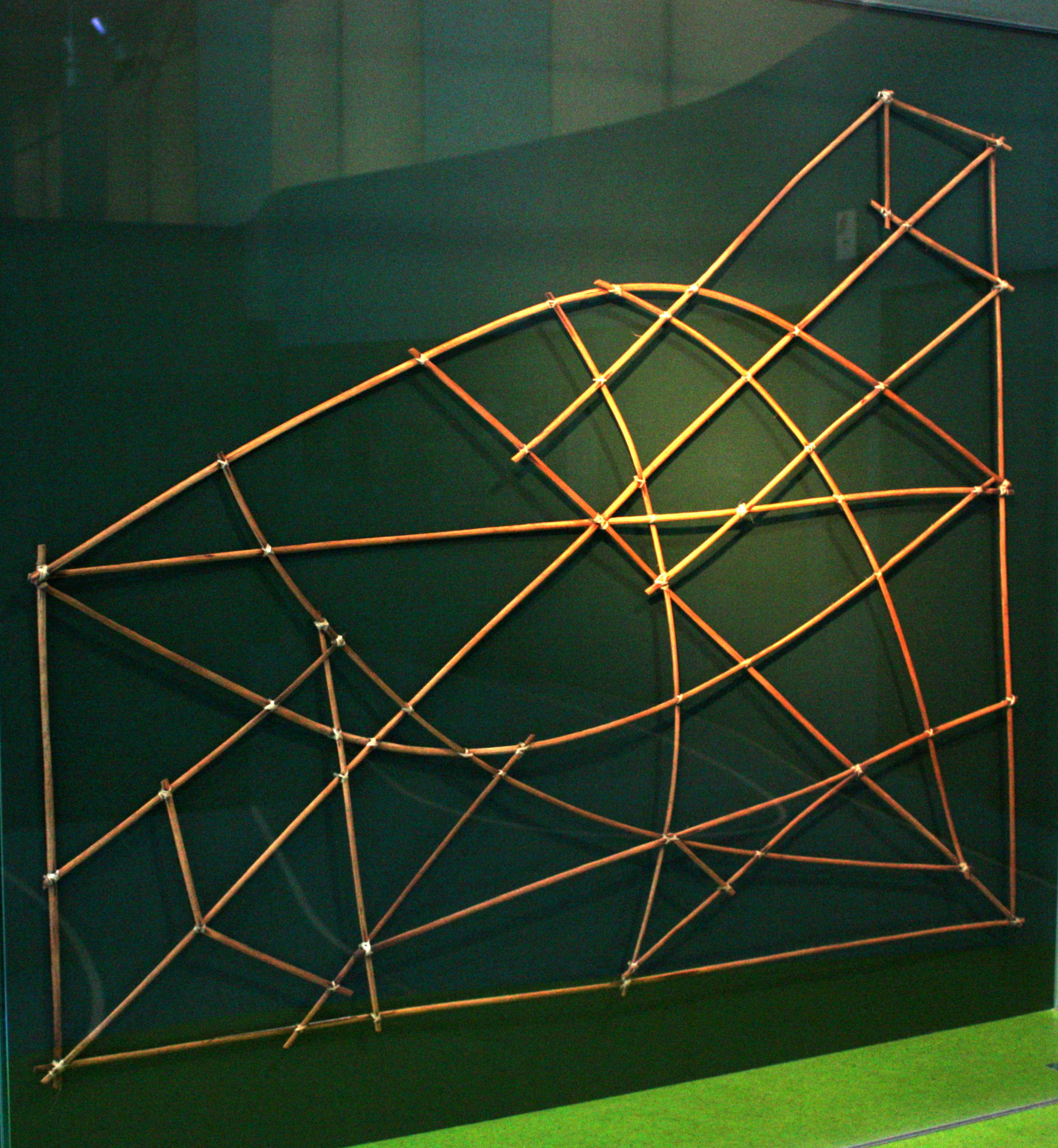
Mappa nautica delle isole Marshall presso l'Überseemuseum di Brema

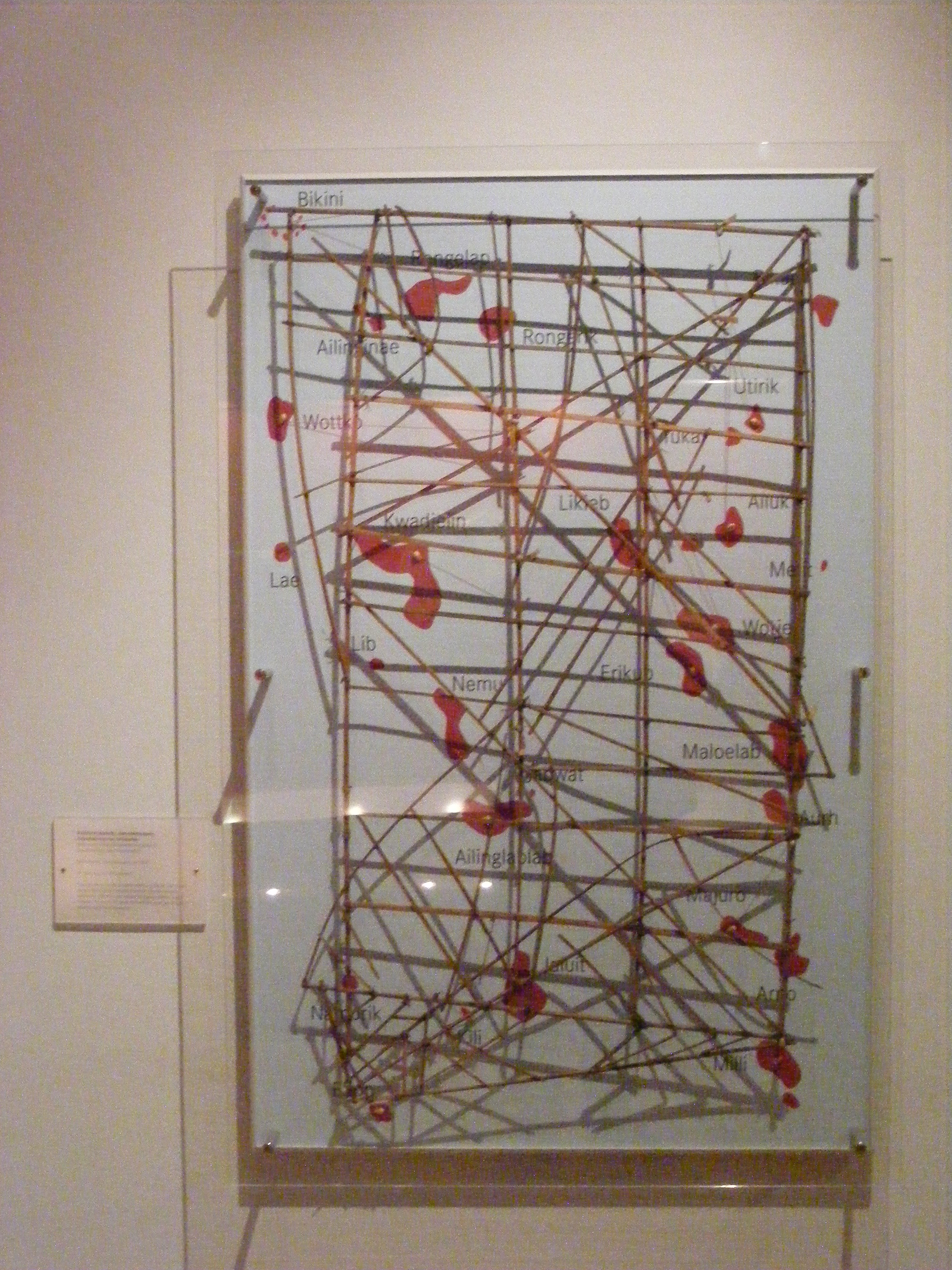
Mappa nautica presso il Museo di Etnologia di Monaco di Baviera, con al di sotto mappa moderna

Anche se le competenze in questo settore sono ormai in declino, gli abitanti delle isole Marshall erano grandi navigatori e un tempo erano in grado di navigare e di conoscere la propria posizione con relativa facilità, utilizzando le stelle e un bastone con delle conchiglie. Presso la British Library di Londra, il Übersee-Museum di Brema, lo Staatliches Museum für Völkerkunde di Monaco di Baviera, sono esposte le rappresentazioni dell'Oceano Pacifico come una "mappa nautica" redatta dagli abitanti delle isole Marshall con ramoscelli intrecciati, che rappresentano le linee d'onda, conchiglie, che rappresentano le isole e ramoscelli il cui spessore indicava il tipo delle linee d'onda che prendevano il nome di: Rilib, Kaelib, Bungdockerik, Bundockeing. Non ci sono misure di alcun tipo e la dimensione della rappresentazione è all'incirca quanto un vassoio.
Gli abitanti sono tra l'altro esperti nella costruzione di canoe, infatti si organizzano ancora concorsi annuali che coinvolgono costruttori della canoa oceanica a vela unica, che è chiamata Proa.

### Gastronomia
La cucina si basa su piatti a base di pesce fresco cucinato in maniera semplice e accompagnato da riso o da salse piccanti o a base di cocco. Come contorno a pesce e pollame è frequentemente utilizzato il chukuchuk, palline di riso al vapore ricoperte di cocco grattugiato.
La conservazione degli alimenti al fine di garantire la sicurezza alimentare degli isolani nei momenti di difficoltà o come cibo per i marinai, ha storicamente avuto un ruolo centrale nella cucina marshallese: esempi ne sono il bwiro o lo jããnkun (che negli atolli settentrionali prende il nome di mokwan), conserve rispettivamente a base di frutti di albero del pane e pandano, in grado di durare molto a lungo.